# Funariella curviseta
Funariella curviseta là một loài Rêu trong họ Funariaceae. Loài này được (Schwägr.) Sérgio mô tả khoa học đầu tiên năm 1988.